# Joseph Toussaint Bernard
Joseph Toussaint Bernard, né le 1er novembre 1787 à Toulon et mort le 21 juillet 1860 à Toulon, est un officier de marine qui, a commencé comme novice dans la Marine impériale française, puis a fait une brillante carrière qui l'a mené, sous la 1re République, au Directoire, puis sous le Consulat, l'Empire et enfin la Restauration, sur toutes les mers fréquentées de l'époque, à tous les postes d'encadrement et de commandement.

## Biographie

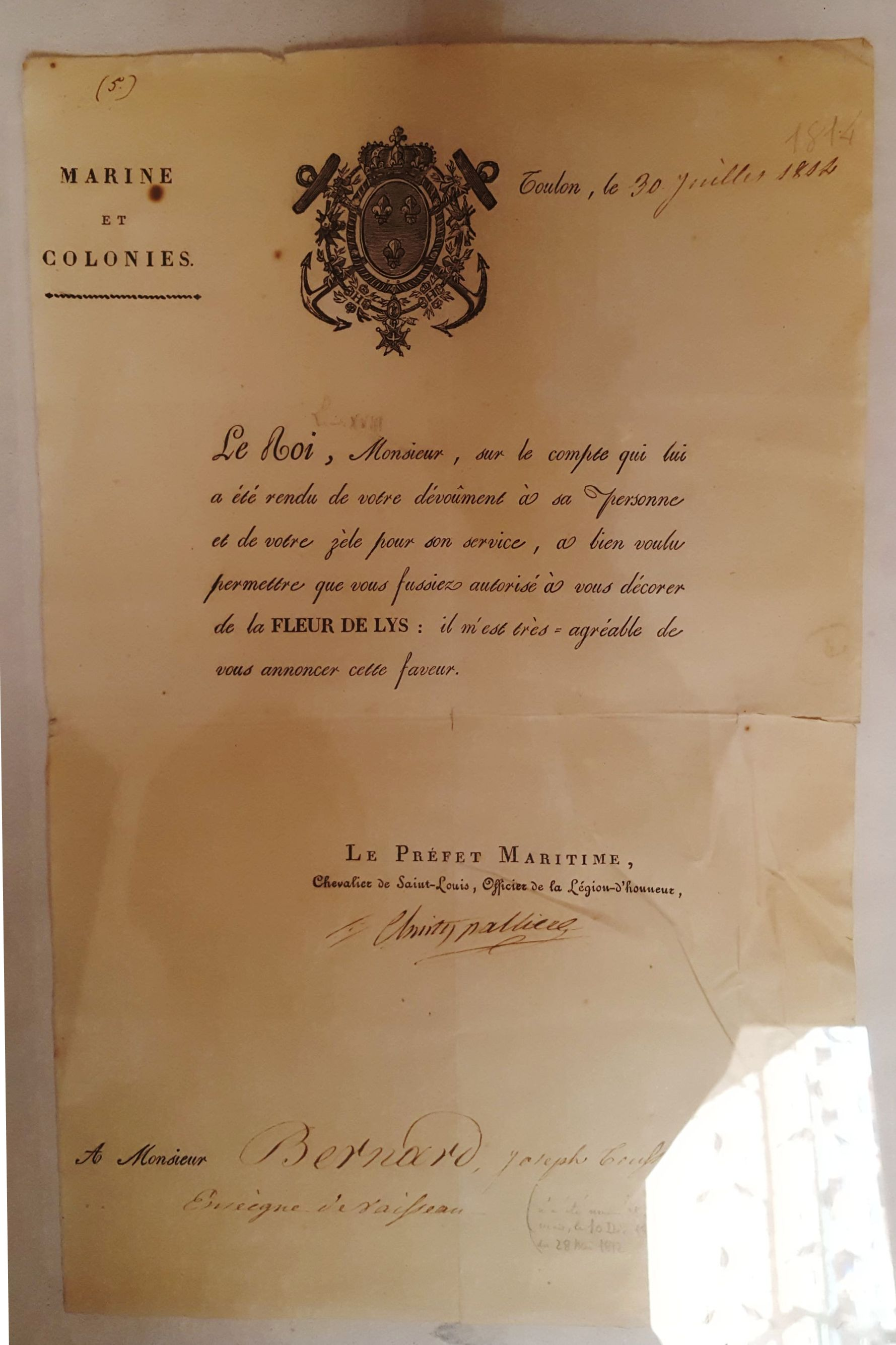
Brevet d'autorisation de port de la décoration du Lys délivré par le préfet maritime de Toulon à Joseph Toussaint Bernard le 30 juillet 1814

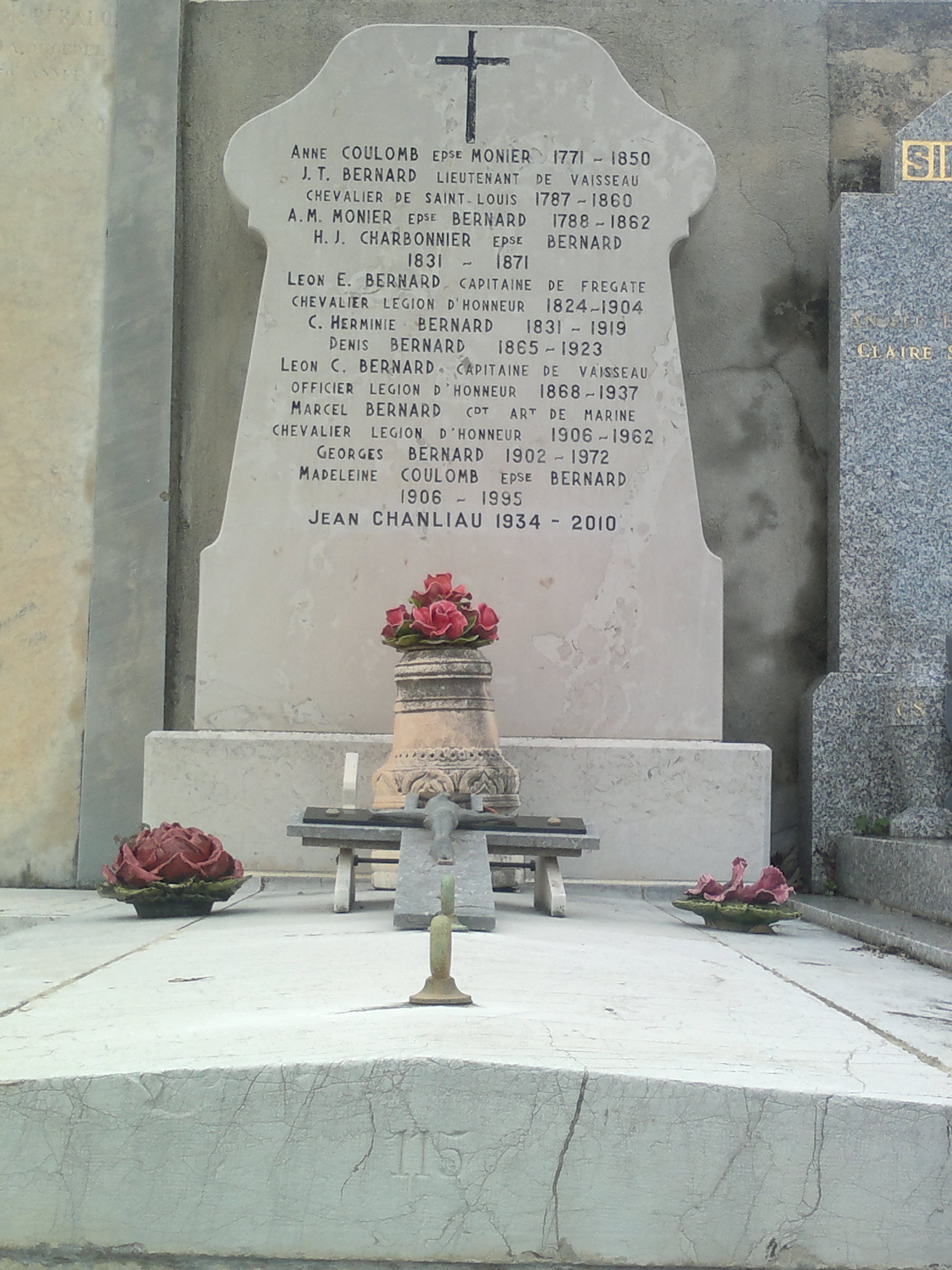
Tombe de Joseph Toussaint Bernard à Toulon

### Origines et famille - Capitaine Napoléon Bonaparte
Né d'un père commis aux vivres de la Marine, il grandit sous la 1re République à Toulon, ville où les révolutionnaires ne sont pas toujours bien accueillis. Au cours du siège de Toulon, la ville est livrée aux Anglais le 29 septembre 1793. Mais le capitaine Napoléon Bonaparte la reprend le 19 décembre de la même année. Un bain de sang suivra cette reprise en main.

À 11 ans, sous le Directoire, il "voit" de nouveau Bonaparte passer à Toulon le 19 mai 1798, partant avec le gros de la flotte française et parvenant à échapper à la flotte britannique de Nelson lancée à sa poursuite.

### Ses débuts d'officier de marine - Consul Bonaparte

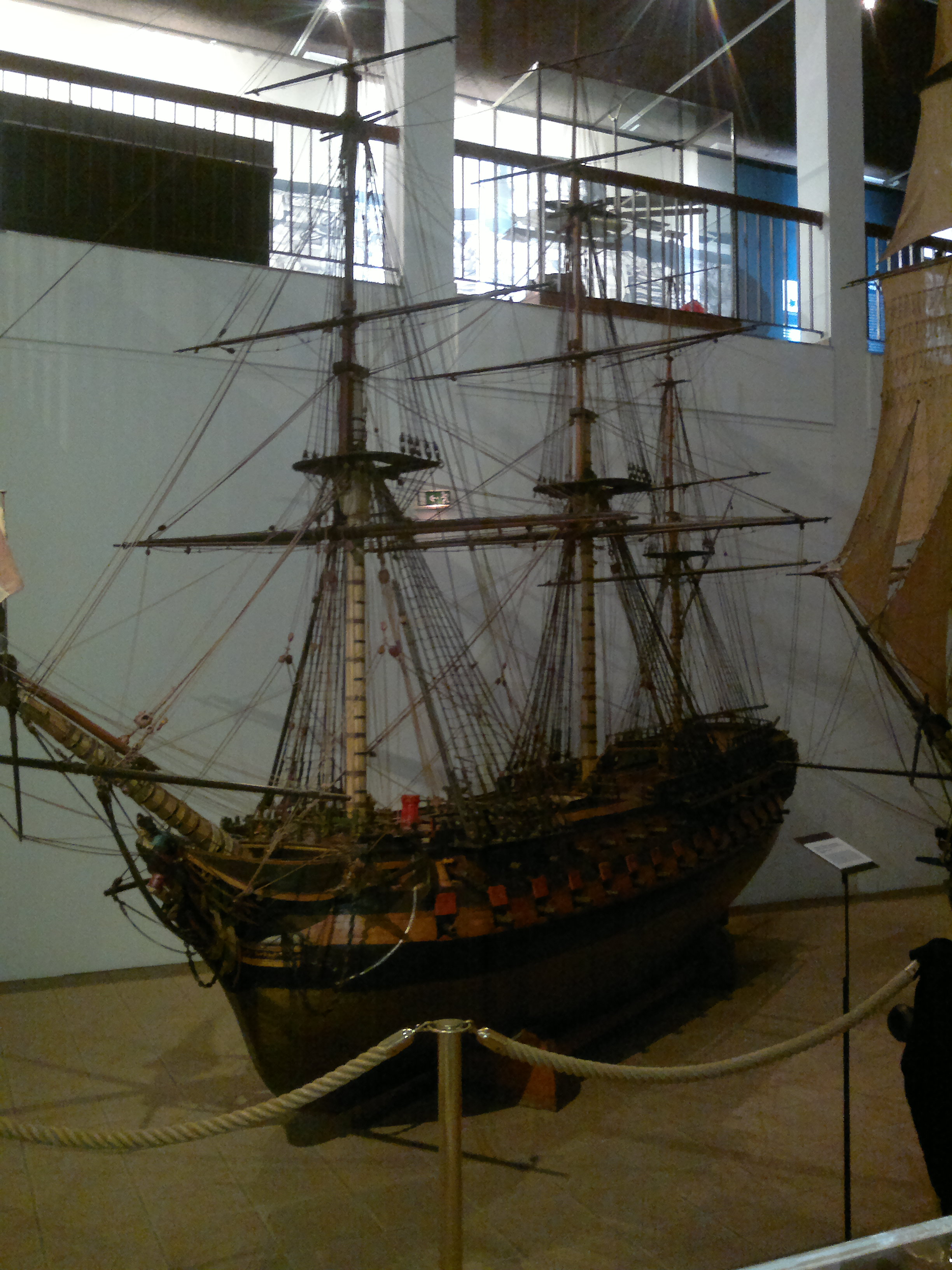
Vaisseau Le Duquesne (74), modèle au 1/12e, musée maritime de Toulon

Joseph Toussaint Bernard fait ses premiers pas comme tout marin, futur officier de marine, comme novice à 15 ans dans la marine républicaine sous le consulat de Bonaparte, sur le vaisseau de ligne Le Duquesne de 2 ponts et 74 canons. On peut imaginer qu'il était donc plutôt républicain et pas monarchiste de la contre-révolution qui touchait pourtant de nombreux foyers de l'Ouest et du Sud-Est (la noblesse commandante avait d'ailleurs fui précisément outre-Manche). Il grimpe alors les échelons de la hiérarchie dans l'époque troublée du Consulat, puis de l'Empire.

### La guerre sur les mers

#### La campagne des Indes occidentales - NapoléonIer
Embarqué comme Aspirant de 2e classe sur le vaisseau L'Annibal, (pris aux Anglais en 1801 à la bataille d'Algésiras) puis Le Mont-Blanc, il est présent à la campagne des Indes Occidentales (Les Antilles françaises) sous les ordres du controversé Amiral de Villeneuve en mai 1805, où la flotte combinée (française et espagnole) est pourchassée par la flotte anglaise d'Horatio Nelson.

#### La bataille des Quinze-Vingt - La3ecoalition
Après son retour précipité en Europe, toujours poursuivie par Nelson, la flotte combinée rencontre celle de l'Amiral Calder lors de la « bataille des quinze-vingt » (ou bataille du cap Finisterre), le 22 juillet 1805. Joseph Toussaint Bernard y est blessé et manque de mourir à bord sans laisser de descendance.

#### Blessé en Espagne
Le 31 juillet 1805, il est débarqué à Vigo, Espagne, puis transbordé 4 mois plus tard sur l'ancien vaisseau espagnol (ex-Atlante) L'Atlas, transformé en navire-hôpital dans la baie,. Ce navire laissé là par Villeuneuve avant la bataille de Trafalgar car ainsi que trois autres "mauvais voiliers, ils n'avaient cesse pendant toute la campagne de retarder la marche de la flotte combinée". Cette succession de faits lui évite ainsi la terrible bataille de Trafalgar où la flotte franco-espagnole est anéantie le 21 octobre 1805. Son ancien navire, Le Mont-Blanc, y participe et son commandant s'échappe de justesse de la bataille avec 3 autres vaisseaux. Mais ces derniers ne peuvent éviter d'être abordés et capturés par les Anglais à la bataille du cap Ortegal, le 4 novembre 1805, où 730 marins meurent au combat, alors que Joseph Toussaint Bernard, blessé, croupit toujours à Vigo.
Mais L'Atlas reste dans la baie de Vigo. Joseph Toussaint Bernard est enfin muté sur la corvette La Victorieuse, le 16 juin 1806.

#### La campagne de Corfou -4ecoalition
Il quitte alors l'Espagne sur La Victorieuse, pour la campagne de Corfou (dite aussi campagne de Dalmatie) pendant 3 ans, toujours en guerre, sous les ordres du Commandant Claude du Campe de Rosamel (son aîné de 13 ans), celui qui fut ensuite l'illustre vice-Amiral, préfet maritime, Grand Officier de la Légion d'Honneur et enfin député et même ministre.

### Retour à Toulon - Le Grand Empire
Rentré à Toulon à partir de 1809, Joseph Toussaint Bernard a plusieurs nouvelles affectations à l'escadre de Toulon ou à proximité, est promu Enseigne de Vaisseau à 25 ans, en 1812, période du « Grand Empire » de Napoléon Ier.

### Prisonnier des Anglais -6ecoalition
Au début du déclin de l'Empire, toutes les grandes puissances européennes sont alliées contre la France. C'est à cette date que l'EV Bernard se voit confier son premier commandement embarqué, sur la canonnière L'Air en 1813. Mais neuf mois plus tard, alors qu'il fait route entre Toulon et Gênes en convoi avec la goélette L'Estafette, ils sont pris en chasse par des navires anglais. Les deux navires français se réfugient dans la baie d'Agay où un combat naval rocambolesque se déroule pendant la nuit, au cours de laquelle L'Estafette est échouée par son équipage et L'Air est capturée ainsi que son équipage,,. Joseph Toussaint Bernard est blessé, tout comme une bonne partie de son équipage ; ils passeront quatre mois et demi en captivité chez l'ennemi comme attestent les états de service de son commandant.

### Conseil de guerre - Napoléon abdique
Nous sommes le 26 avril 1814, Napoléon vient d'abdiquer, nous sommes quelques semaines avant la 1re restauration et l'arrivée de Louis XVIII sur le trône de France. C'est la fin de l'Empire, de Napoléon Ier et des guerres napoléoniennes.
Alors que Napoléon Ier vient d'être déchu et envoyé régner sur l'île d'Elbe, le Commandant Bernard est jugé en conseil de guerre maritime pour la perte de son navire L'Air, de son équipage et de sa cargaison (4500 fusils). Il sera toutefois acquitté en octobre 1814.
Peu de temps avant, le 30 juillet 1814, le préfet maritime de Toulon lui avait manifesté son retour en grâce en l'autorisant à porter la Fleur de Lys, décoration créée par Louis XVIII.
Mais sa carrière maritime semble compromise. Il a diverses affectations de second ordre à Toulon ou embarqué. Son avancement reste bloqué au grade d'enseigne de vaisseau. La restauration de la monarchie ne lui réussit finalement pas. Il est vrai qu'il ne réunit pas les quatre générations de noblesse de père, requises par une ordonnance de Louis XVI, pour grimper dans la hiérarchie des grades.

### Chevalier de l'ordre royal et militaire de Saint-Louis - Louis XVIII
Il retrouve cependant un commandement à la mer sur la goélette La Jonquille, tout juste lancée à Toulon le mois précédent et est nommé à son premier poste de commandement d'une Compagnie à terre en 1828. C'est à cette date qu'il est admis, le 30 octobre 1828, comme chevalier à l'ordre royal et militaire de Saint-Louis, que Louis XVIII avait recréé en 1814, avec le but avoué de le substituer à la Légion d’honneur, pour récompenser les officiers les plus valeureux, comme à sa création...

### Commandant duSuperbe(1832) - Louis-Philippe
C'est comme Lieutenant de Vaisseau (depuis le 4 août 1824) que Joseph Toussaint Bernard termine sa carrière comme commandant provisoire du célèbre vaisseau Le Superbe, "en commission au port de Toulon".

### Fin du service actif, décorations
Le commandant Bernard quitte définitivement le service actif le 1er mai 1832 et n'a pas à affronter le naufrage dont est victime Le Superbe l'année suivante, le 15 décembre 1833, sur l’île de Paros, sous le commandement du capitaine de vaisseau André-Charles Théodore Du Pont d’Aubevoye, comte d’Oysonville.
Il est nommé chevalier dans l'Ordre de la Légion d'honneur en avril 1832 (pour un motif inconnu à ce jour), juste avant son dernier service actif dans la Marine Royale et mis à la retraite 5 ans plus tard par Louis-Philippe, en janvier 1837, à l'âge de 50 ans.
- Médaille de Sainte-Hélène (1857)
- Chevalier de la Légion d'honneur (1832)

### Honneurs, décès et postérité
Sans doute, Napoléon III pensa qu'il servit si bien son pays et défendit la nation des oppressions des ennemis, qu'il mérita d'être décoré de la médaille de Sainte-Hélène, instituée par lui-même pour les compagnons de gloire de Napoléon Ier, exilé à Sainte-Hélène et mort sur l'île le 05/05/1821.
Finalement Joseph Toussaint Bernard fut décoré par Napoléon Ier (indirectement), par Louis XVIII et par Louis-Philippe.
Joseph Toussaint Bernard décède à Toulon à l'âge de 73 ans, le 21 juillet 1860. Il aura traversé avec beaucoup de chance les vicissitudes la fin du XVIIIe siècle et plus de la moitié du XIXe siècle.
Il se sera marié, aura eu une fille et un fils, devenu lui-même officier de marine, admis lui-même à l'ordre de la Légion d'honneur, comme chevalier puis officier, par Napoléon III.
Homme de guerre, marin de l'Empire et de la Restauration, Joseph Toussaint Bernard est inhumé dans la concession 115, allée Bidace Mesquida, du cimetière central de Toulon, aux côtés de son épouse décédée 10 ans avant lui, Anne-Marie Monier, et de sa descendance Bernard.